# Ekosocijalizam
Ekosocijalizam ili zeleni socijalizam ideologija je koja spaja aspekte socijalizma s onom zelene politike i ekologije. Ekosocijalisti često vjeruju da je kapitalistička ekspanzija razlog siromaštva, socijalne isključenosti i uništavanje okoliša zbog globalizacije i imperijalizma pod nadzorom represivnih država. 
Ekosocijalisti se često zalažu za tranziciju od kapitalizma u socijalizam i zajedničko vlasništvo nad sredstvima proizvodnje.

## Ideologija
Ekosocijalisti su kritičan dio prošlih i postojećih oblika socijalizma. Pridržavaju se zelene politike s jasnim antikapitalističkim stavovima, često nadahnuti marksizmom. Neki stavljaju ciljeve socijalne pravde iznad ekoloških.
U Australiji ih često zovu lubenicama implicirajući da su zeleni, ekološki, izvana, ali crveni, to jest socijalistički, iznutra.